# Половое

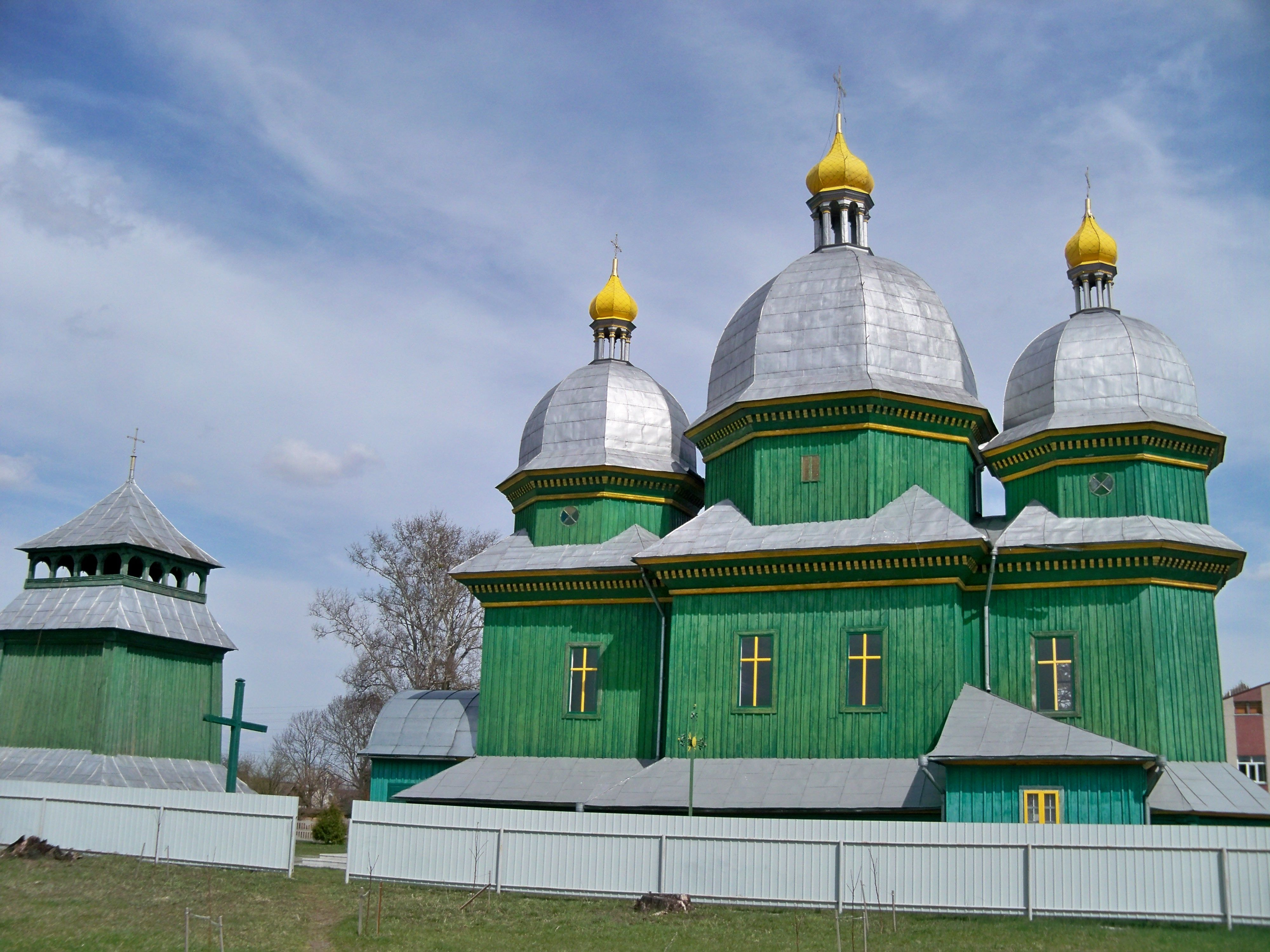
Церковь Святого Духа

Половое (укр. Полове) — село в Радеховской городской общине Шептицкого района Львовской области Украины. Через село протекает река Белосток.
Население по переписи 2001 года составляло 592 человека. Занимает площадь 2,051 км². Почтовый индекс — 80217. Телефонный код — 3255.